# Jeep FJ
Jeep FJ — компактний фургон Fleetvan, який вироблявся компаніями Willys Motors і Kaiser Jeep з 1961 по 1975 рік та розвізні фургони FJ від підрозділа AM General з 1975 року. 

## Jeep Fleetvan

### FJ-3
Він базувався на DJ-3A Dispatcher, але був оснащений двигуном F-134 Hurricane. Були доступні дві моделі: FJ-3 і довша FJ-3A. Стандартно він поставлявся зі знайомою триступінчастою механічною коробкою передач Borg-Warner T-90. Як опція пропонувався 3-ступеневий автомат Borg-Warner 35 automatic. 
Для US Postal Service були виготовлені праворульні FJ-3s. Деякі з них мали горизонтальні планки решітки радіатора, на відміну від семи вертикальних планок, які є на стандартних моделях.

### FJ-6
Модель FJ-6 (заснована на CJ-6) була представлена в 1965 році для поштового використання, яка в кінцевому підсумку була замінена FJ-8 та FJ-9, представленими в 1975 році.
Автомобіль погано продавався в Сполучених Штатах через його незвичайний дизайн, однак Jeep Forward Control продавався добре. Jeep намагався експортувати автомобіль до Радянського Союзу, але це було майже неможливо, оскільки там продавався майже ідентичний ГАЗ-66.

### Двигуни
- 2.2 L F4-134 Hurricane I4

трансмісія
- 3-х швидкісна Borg-Warner T-90 ручна
- 3-х швидкісна Borg-Warner 35 автомат

### Закордонний ринок
В Індії також вироблялись автомобілі серій FC та FJ фірмю Mahindra під назвою Mahindra Fleetvan, де станом на 2021 рік все ще вироблявся. Моделі обох маркувань мали базу від серії FC (Forward Control), випускались як повноприводні моделі, так і з приводом на задні колеса.
Mahindra FJ
Вантажівки і мікроавтобуси, що вироблялись в Індії, були дотичні до Jeep Forward Control (FC), але позначались також і як FJ серія.

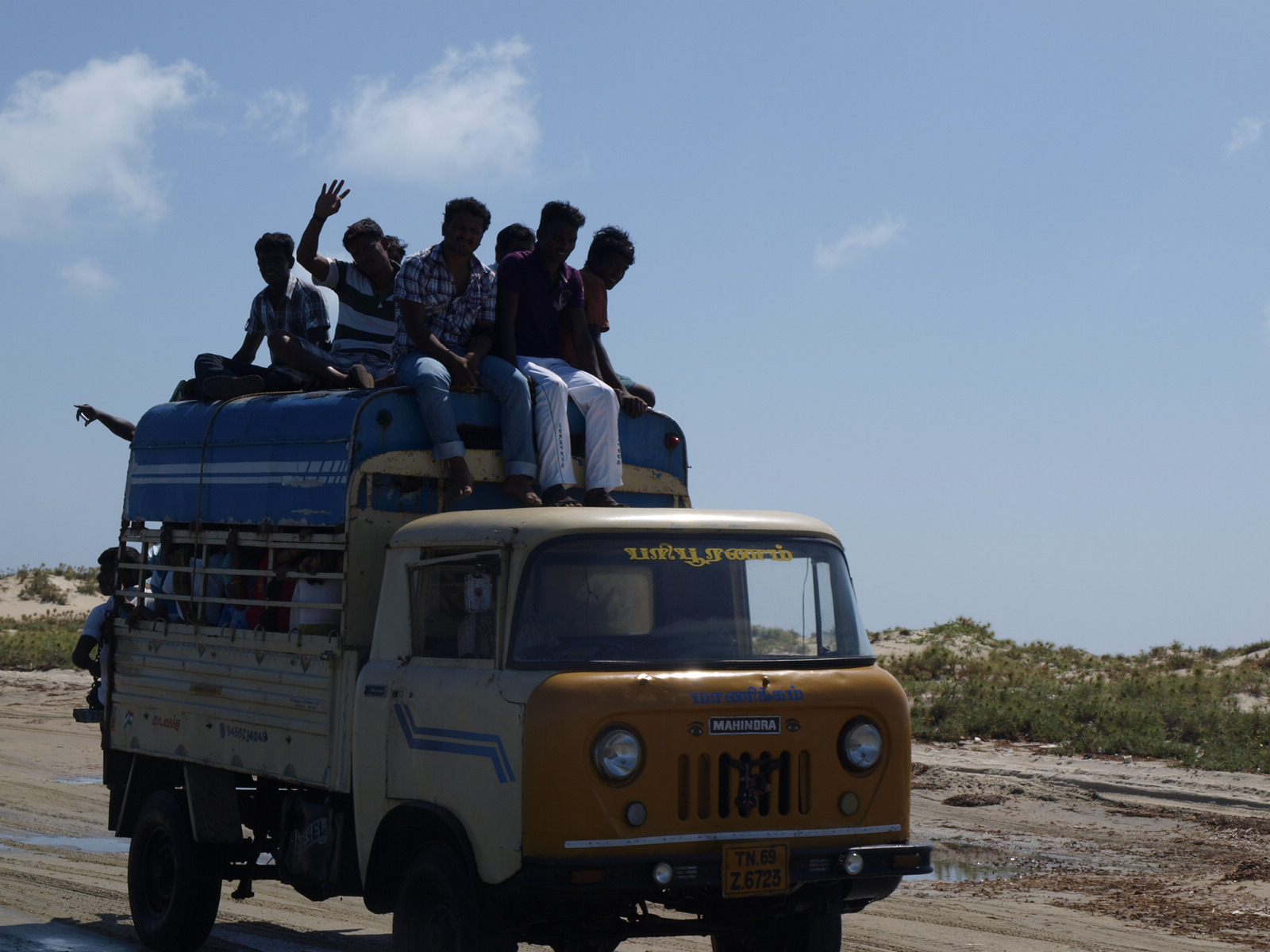
Mahindra FJ
Mahindra FJ-470/460
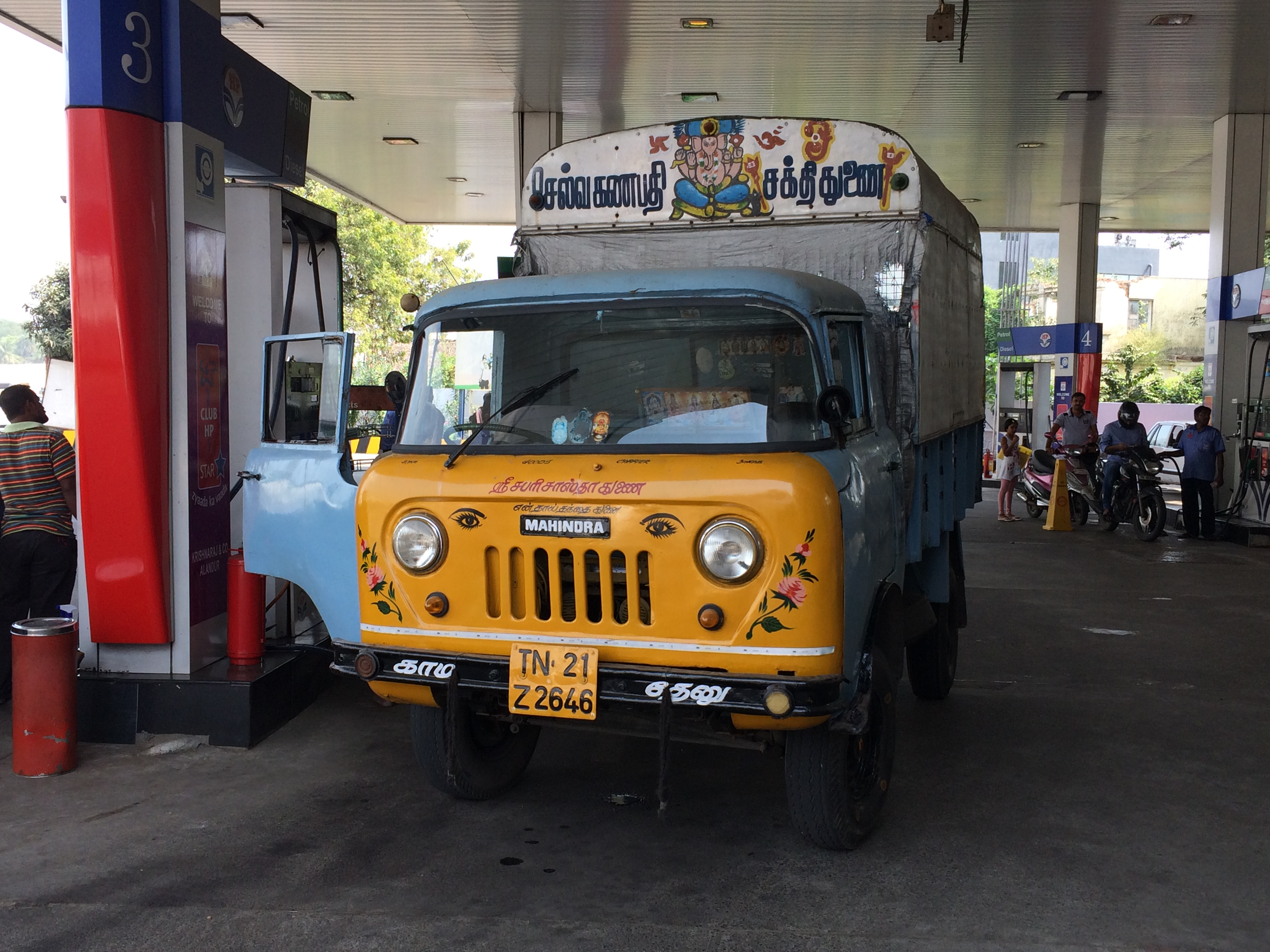
Mahindra FJ серії Pickup

## AM General FJ
1 квітня 1971 року AM General Corporation була зареєстрована як дочірня компанія, що повністю належала American Motors Corporation і була відокремлена від Jeep Corporation. Цей крок було ініційовано, щоб надати AM General незалежний статус для виконання спеціальних транспортних замовлень уряду США та подальшої диверсифікації. 
У 1975 році поштові фургони FJ-8 (3/4-тонна серія) та FJ-9 (1-тонна серія) виробництва AM General остаточно замінили FJ-6, вони були більшими за розмірами і не схожі на класичні автомобілі Jeep, та здебільшого не мали вертикального грилю. 
Загалом поштовій службі США та іншим комерційним користувачам було доставлено 35'000 3/4-тонних і 4'000 1-тонних фургонів від AM General.
Ці фургони стали основним засобом доставки для незалежних компаній з виробництва морозива. Але, їх все ще є досить багато на поштових маршрутах.

## Галерея

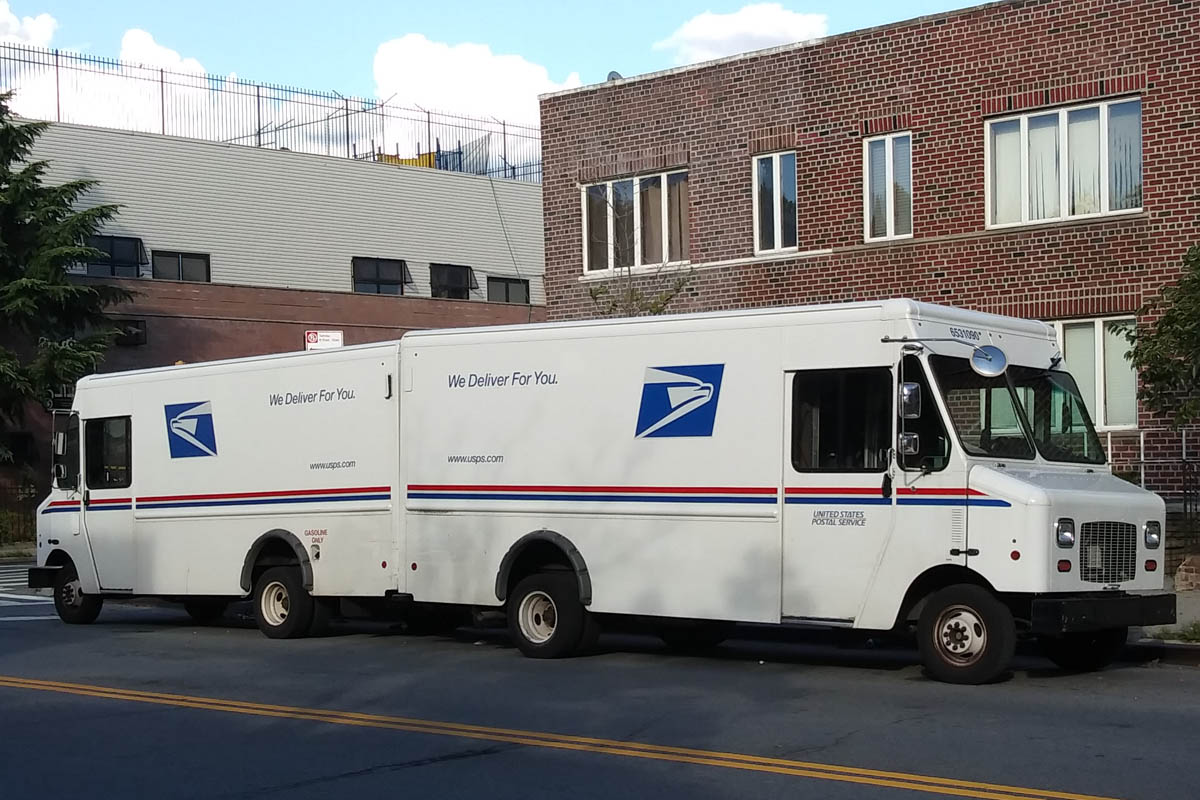
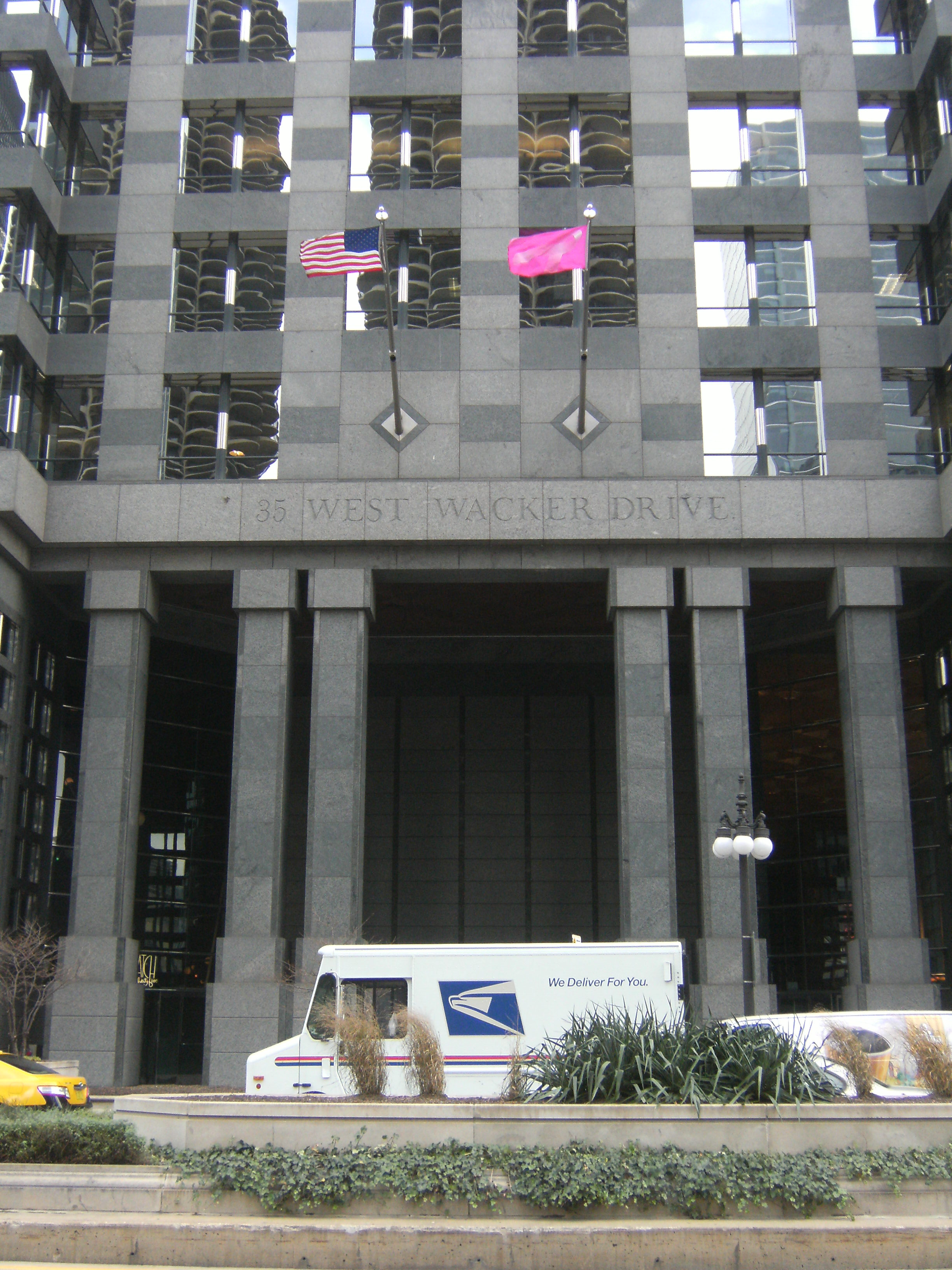
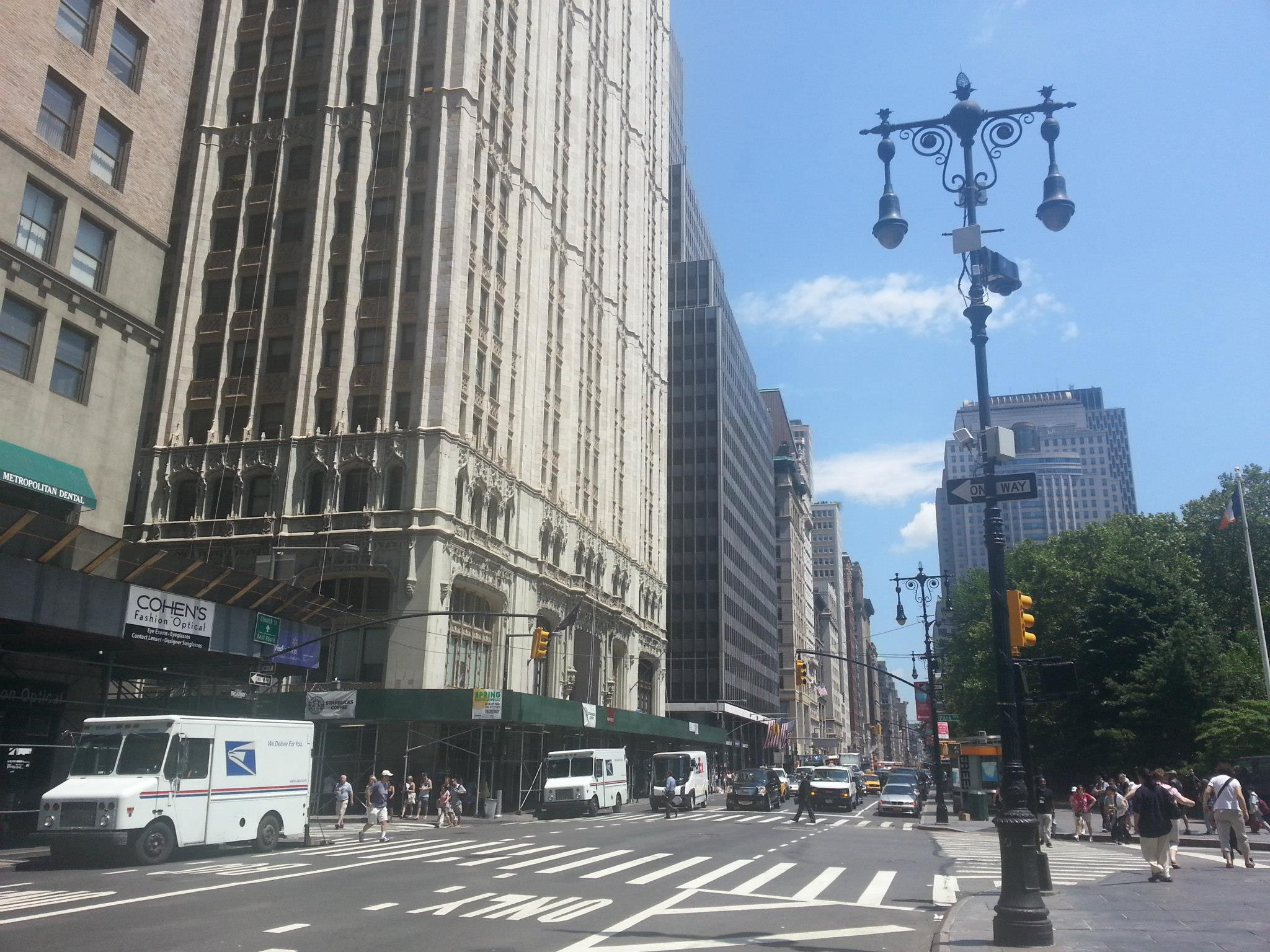

поштові вантажівки США